# Rade Vujačić
Rade Vujačić este un om de afaceri muntenegrean, consul onorific al Georgiei în Muntenegru.

## Biografie

### Tinerete si educatie
Rade Vujačić s-a născut la 16 noiembrie 1983 în Niksic. A primit studii primare și secundare la Niksic.
Și-a finalizat studiile la Moscova la Academia Internațională de Afaceri și Management MABiU de la Universitatea Lomonosov.

### Carieră
După absolvirea universității, el a înființat Soho Group, cu sediul în Bar, care se ocupa cu turismul, alimentația și construcțiile. Rade este directorul general al „Soho Group“ și președintele Asociației Oamenilor de Afaceri din orașul Bar.
Grupul Soho include clubul de afaceri „Soho Caffe“, clinica privată „Hipokrat“, compania de investiții „Casa ta“.
Rade Vujačić administrează, de asemenea, „Soho Gradnja“ - companie de construcții familiale, înființată în 1987. Este listată printre cele mai mari 100 de companii din Muntenegru (a 25-a din veniturile totale).
În plus, „Soho Group“ este angajat în activități caritabile, precum și face investiții în dezvoltarea sportului în orașul Bar și mai larg, contribuie la comunitățile religioase și la școli.
În 2018, Soho Group împreună cu Liko Holding (Ucraina) au creat o companie comună Liko Soho Group care dezvoltă hoteluri de cinci stele în Bar, Muntenegru. Investiția în proiectul hotelier în valoare de aproximativ 150 milioane EUR.
Rade Vujačić a fost numit consul onorific al Georgiei în Muntenegru la 7 mai 2019.